# Гурін Руслан Іванович
Русла́н Іва́нович Гу́рін — штаб-сержант Збройних Сил України, учасник російсько-української війни, що загинув у ході російського вторгнення в Україну в 2022 році.

## Життєпис
Народився в 1973 році. Виріс у м. Дніпропетровську. Батько працював начальником цеху на Дніпропетровському військовому заводі.
Мешкав у м. Нікополі на Дніпропетровщині. Займався спортом, кандидат у майстри спорту.
З дружиною Оленою, яка родом з Тернопільщини, побралися 1992 року, виростили двох дітей. Проходив військову службу у військовому званні "прапорщик" в нікопольській військовій частині за спеціальністю "зв'язківець". Перед звільненням виконував обов'язки командира роти. Звільнившись зі ЗС України, працював керівником інтернет-провайдера «Експрес». Дружина працювала на нікопольській АТС, а згодом проходила військову службу зв'язківцем у військовій частині чоловіка — 301-й зенітний ракетний полк на посаді старшого механіка.
В 2014 році, добровольцем в складі підрозділу розвідки 37-го окремого мотопіхотного батальйону «Запоріжжя», пішов боронити державу на Схід. Командував ВОПом на східній околиці м. Іловайська, протрималися 21 день. 24 серпня 2014 року, його розвідгрупа полонила 10 російських десантників, які «заблукали» біля селища Дзеркального — група вирушила на розвідку та підстрелила з «РПГ-18 "Муха"» російську БМД з десантниками. Останні визнали, що вони — з м. Костроми (РФ). Зумів вийти з Іловайського котла живим.
Поблизу м. Амвросіївки захопив та віддав під військовий суд двох «данскіх казачков», що напилися та ґвалтували місцевих жінок. Під час однієї з розвідок взяли в полон терориста в його в хаті під час застілля, коли той святкував свій день народження. Коли проросійський корегувальник побачив, що його везуть на українські позиції, у зрадника сталося самовільне випорожнення. У іншому випадку, на блокпосту терористів зчинився бій, Руслан ніс на собі пораненого підлеглого з кілометр. Поблизу с. Великої Шишівки на Донеччині зазнав осколкового поранення в плече.
В 2015 році був у відпустці, того ж року — демобілізувався. Син Олексій, після 9 класів, вступив на навчання до Криворізького військово-спортивного ліцею. Донька Анастасія — вчиться в Запорізькому національному університеті.
Своїми спогадами поділився в фільмі «Без права на славу».
Загинув в боях з агресором в ході відбиття російського вторгнення в Україну (місце — не уточнено). Нагороджений орденом «За мужність» II ступеня (посмертно). 

## Нагороди
- орден «За мужність» II ступеня (2022, посмертно) — за особисту мужність і самовіддані дії, виявлені у захисті державного суверенітету та територіальної цілісності України, вірність військовій присязі[3].
- Нагрудний знак "Іловайськ 2014"
- орден «За мужність» III ступеня (2019) —  за особисті заслуги у зміцненні обороноздатності Української держави, мужність і самовіддані дії, виявлені у захисті державного суверенітету та територіальної цілісності України, зразкове виконання військового обов'язку[4].

## Вшанування пам'яті
У місті Нікополь вулицю Тургенєва перейменували на вулицю імені Руслана Гуріна. 